# Desastres em 1926
Nesta página encontrará referências aos desastres ocorridos durante o ano de 1926.

## abril
- Abril - Terramoto na ilha do Faial, Açores, que causa grandes estragos no parque habitacional da cidade da Horta e no do resto da ilha em geral.
- 16 de Abril - Acidente de trem na Costa Rica. 178 pessoas morrem.

## Agosto
- 31 de Agosto - 8h e 42 minutos, a ilha do Faial é abalada por um forte sismo que provoca mais de 200 feridos e destruição generalizada na cidade da Horta, um pouco por toda a ilha são derrubadas, total ou parcialmente, 4138 casas.

## outubro
- 20 de Outubro - Terremoto deixa 650 mortos em Cuba.